# Крель, Матвей Залманович
Матвей Залманович Крель (англ. Matthew Krel; 1945 ― 20 мая 2009 года) ― советско-австралийский дирижёр.
В середине 1970-х эмигрировал в Израиль, а оттуда ― в Австралию, где в 1988 году основал Молодежный оркестр радио и телевидения SBS, главным дирижёром которого был до конца своей жизни.
Как и его советский друг, композитор Дмитрий Кабалевский, Матвей Крель занимался организацией профессиональных музыкальных ансамблей молодёжи. С идейной точки зрения находился под сильным влиянием теоретика музыки Золтана Кодали.

## Биография
Матвей Крель родился в Красноярске в семье Залмана и Добы Крель; к музыке его родители никакого отношения не имели. Уехал на учёбу в Москву, где поступил в Государственное музыкальное училище им. Гнесиных и приступил к занятиям по классу аккордеона и других клавишных инструментов. Дирижировал студенческими и молодёжными оркестрами, работал в драматическом театре им. А. С. Пушкина и гастролировал по всему миру в составе различных советских оркестров. Находился в очень тесных отношениях с композитором Дмитрием Кабалевским.
В середине 1970-х Матвей Крель покинул Советский Союз и отправился в Израиль, а в 1978 году переехал оттуда в Австралию, поселившись в Сиднее. Его жена Фаина, которая училась с ним в Гнесиных, играла на скрипке в Сиднейском симфоническом оркестре. Крель преподавал музыку в частном порядке и работал пианистом по вечерам. Он основал Центральную музыкальную школу Стратфилда и был помощником дирижёра в Сиднейском молодёжном оркестре. Он также был дирижёром Симфонического оркестра Стратфилда в 1987―1994 годах, где занимался организацией концертного соревнования среди молодых исполнителей (1987―1988).
В 1987 году он обратился в Специальную радиовещательную службу (SBS) с предложением о создании молодёжного оркестра. В 1988 году руководство организации ответило согласием и вся организационная работа была поручена Крелю. Оркестру не оказывало никакую финансовое поддержку ни правительство штата, ни федеральное правительство: SBS лишь предоставила новой организации пространство для репетиций, место для хранения инструментов и офисную технику. Так или иначе, Крелю удалось заинтересовать многих молодых музыкантов и оркестр дал свое первое публичное выступление в здании администрации Сиднея в 1989 году.
Под эгидой Креля Молодёжный оркестр SBS исполнил австралийские премьеры недавно открытого концерта для фортепиано с оркестром Ференца Листа № 3 (пианист ― Роман Рудницкий), «Белкис, царица Савская» Респиги, сюиты «Дикие лебеди» Елены Кац-Черниной и другие примечательные работы.
Матвей Крель впервые вернулся на родину в 1999 году, выступив с оркестром в России в рамках одного из своих многочисленных международных туров. Их игра была показана в документальном фильме «Русская загадка», впервые транслировавшемся на SBS в 2001 году. 7 июня 2009 года в честь Креля фильм был показан повторно.
9 ноября 2008 года он выступил с оркестром на показе немого фильма «Новый Вавилон» (1929) с партитурой Дмитрия Шостаковича.
Матвей Крель умер 20 мая 2009 года от редкой формы энцефалита. Его пытались лечить от лимфомы, но оказалось, что он подхватил вирус, ранее не зарегистрированный в Австралии. И хотя обычно он не приводит к смертельным последствиям, в случае Креля исход был именно таким. Похороны состоялись 25 мая в Сиднее, во время церемонии был сыгран отрывок из струнного квартета под названием «Consolation in Memory of Matthew Krel», написанного по этому случаю его подругой Еленой Кац-Черниной. У Креля осталась его жена Фаина, дочь Елена и внучка Адрианна.
В ноябре 2013 года Совет Молодёжного оркестра SBS объявил о роспуске оркестра. Вместе с тем одна из позиций в программе стипендий Сиднейского симфонического оркестра была названа в память о дирижёре.